# Gail
För floden i Österrike, se Gail (flod). För orten i USA, se Gail, Texas.

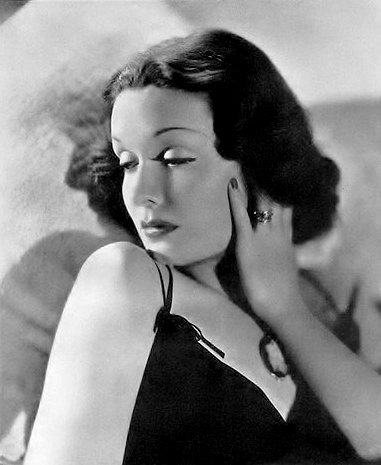
Gail Patrick

Gail är en kortform av det hebreiska kvinnonamnet Abigail som betyder faderns glädje.
Den 31 december 2014 fanns det totalt 79 kvinnor folkbokförda i Sverige med namnet Gail, varav 41 bar det som tilltalsnamn.
Namnsdag: saknas

## Personer med namnet Gail
- Gail Carriger, amerikansk författare
- Gail Devers, amerikansk friidrottare
- Gail Emms, brittisk badmintonspelare
- Gail O'Grady, amerikansk skådespelare
- Gail Patrick, amerikansk skådespelare

## Fiktiva personer med namnet Gail
- Gail Green, fiktiv figur i TV-serien Jericho
- Gail Stephens, fiktiv polis i TV-serien Morden i Midsomer